# RSO Records
RSO Records (skrót od Robert Stigwood Organisation Records) – brytyjska wytwórnia płytowa, założona w 1973 roku przez Roberta Stigwooda, a zlikwidowana w 1983 roku. Wylansowała takie gwiazdy rocka i muzyki pop jak: Bee Gees, Cream, Blind Faith, Eric Clapton i Yvonne Elliman. Sprzedała w wielomilionowych nakładach albumy Saturday Night Fever: The Original Movie Sound Track i Grease: The Original Soundtrack from the Motion Picture.

## Historia

### Reaction Records (1966–1967)
Założyciel RSO Records, Robert Stigwood, urodził się w Australii. Po przyjeździe do Wielkiej Brytanii pracował jako niezależny producent. Po poznaniu Briana Epsteina został współdyrektorem jego wytwórni, NEMS Enterprises, a w 1966 roku założył własną wytwórnię, Reaction Records, której dystrybucją zajmował się Polydor Records. Wśród pierwszych wydawnictw tej wytwórni znalazły się single The Who: „Substitute”, „I'm A Boy” i „Happy Jack” oraz album zespołu, A Quick One a także dwa pierwsze albumy Cream: Fresh Cream i Disraeli Gears. 24 lutego 1967 roku Stigwood, zachęcony sukcesem Cream podpisał kontrakt z innym zespołem, Bee Gees, którego członkowie, bracia Gibb przybyli do Wielkiej Brytanii, podobnie jak on, z Australii, Wyprodukował szereg singli tego zespołu, poczynając od „New York Mining Disaster 1941” (12. miejsce na liście przebojów w Wielkiej Brytanii i 14. w Stanach Zjednoczonych) i „To Love Somebody” (17. miejsce na liście przebojów w Wielkiej Brytanii).

### RSO (1967–1972)
Po śmierci Epsteina w 1967 roku Stigwood założył firmę Robert Stigwood Organisation, która wypromowała takich artystów jak David Bowie i Rod Stewart. Dystrybucją płyt RSO w Europie zajmował się również Polydor, a w Stanach Zjednoczonych Atco Records z adnotacją: „na mocy porozumienia z RSO”. Gdy w 1968 roku zespół Cream rozpadł się, Stigwoodowi udało się przekonać Claptona do utworzenia supergrupy Blind Faith, a po jej rozpadzie pokierować jego solową karierą.

### RSO Records (1973–1983)
W 1973 roku Stigwood założył własną wytwórnię płytową, RSO Records (Robert Stigwood Organisation Records). Decyzja zapadła podczas pobytu z zespołem The Who w Japonii. Projektanci opracowali logo nowej wytwórni, ale Stigwood nie był z niego zadowolony. Dopiero gdy kilku z jego japońskich przyjaciół podarowało mu wykonaną z masy papierowej krowę, która w kulturze japońskiej jest symbolem dobrego zdrowia i szczęścia, zaakceptował nowe logo. Do współpracy pozyskał producenta Al Coury’ego, pracującego przedtem dla Capitol Records; Al Coury został prezesem nowego wydawnictwa. W jego ramach intensywnie współpracował z Bee Gees, flagową grupą wytwórni i kierował marketingiem albumów zespołu ze ścieżkami dźwiękowymi Saturday Night Fever: The Original Movie Sound Track i Grease: The Original Soundtrack from the Motion Picture, przyczyniając do tego, iż stały się one jednymi z najlepiej sprzedających się albumów wszech czasów.
Pierwszym albumem wydanym pod szyldem nowej wytwórni był Derek and the Dominos in Concert (styczeń 1973), a jednym z pierwszych sukcesów – szlagier Erica Claptona, „I Shot the Sheriff” (cover przeboju Boba Marleya), pochodzący z albumu 461 Ocean Boulevard. Utwór osiągnął 14 września 1974 roku 1. miejsce na liście przebojów Hot 100 tygodnika Billboard. W tym samym roku Stigwood wyprodukował filmową wersję rock-opery Tommy zespołu The Who, obsadzonej przez takie gwiazdy rocka, jak Eric Clapton, Elton John i Tina Turner; Rock-opera odniosła sukces, a album ze ścieżką dźwiękową z niej znalazł się na szczycie list przebojów.
Jesienią 1977 roku Stigwood wyprodukował film Gorączka sobotniej nocy z Johnem Travoltą w roli głównej. Piosenki do filmu napisał zespół Bee Gees. Cztery z nich zdobyły pierwsze miejsca na listach przebojów; trzy wykonane przez zespół: „How Deep Is Your Love”, „Stayin’ Alive” i „Night Fever” oraz czwarta, „If I Can’t Have You”, wykonana przez Yvonne Elliman. Album ze ścieżką dźwiękową, Saturday Night Fever: The Original Movie Sound Track, sprzedano w Stanach Zjednoczonych w ponad 10 milionach egzemplarzy, a na świecie – w około 25 milionach. Był to największy sukces w karierze Stigwooda oraz najlepiej sprzedający się album w tamtym czasie.
Latem 1978 roku Stigwood zaprezentował się na Broadwayu filmową wersję musicalu Grease, z Johnem Travoltą i Olivią Newton-John w rolach głównych. Był to jego kolejny sukces komercyjny. Album ze ścieżką dźwiękową filmu został sprzedany w liczbie 25 milionów egzemplarzy.
W 1978 roku dziewięć kolejnych singli RSO Records znalazło się na pierwszych miejscach amerykańskich list przebojów.
Na początku lat 80., wraz z przeminięciem mody na muzykę disco, dochody RSO Records spadły. W 1983 roku Robert Stigwood sprzedał swoją wytwórnię PolyGramowi, który od listopada 1981 roku zajmował się dystrybucją jego wydawnictw. Przedtem zadanie to realizowały wytwórnie: Atlantic (marzec 1973 – grudzień 1975) i Polydor (styczeń 1976 – grudzień 1977). Od stycznia 1978 do października 1981 RSO Records sprzedawała samodzielnie własne wydawnictwa.

## Artyści
- Barbara Dickson
- Bee Gees
- Derek and the Dominos
- Gene Clark
- Cream
- Curtis Mayfield
- Eric Clapton
- Ginger Baker
- Jack Bruce
- Jimmy Stevens
- Leroy Hutson
- Linda Clifford
- The Rockets
- Smokie
- Suzi Quatro
- West, Bruce and Laing
- Yvonne Elliman[11].